# Nationaluniversitetet för teater och filmkonst "Ion Luca Caragiale"

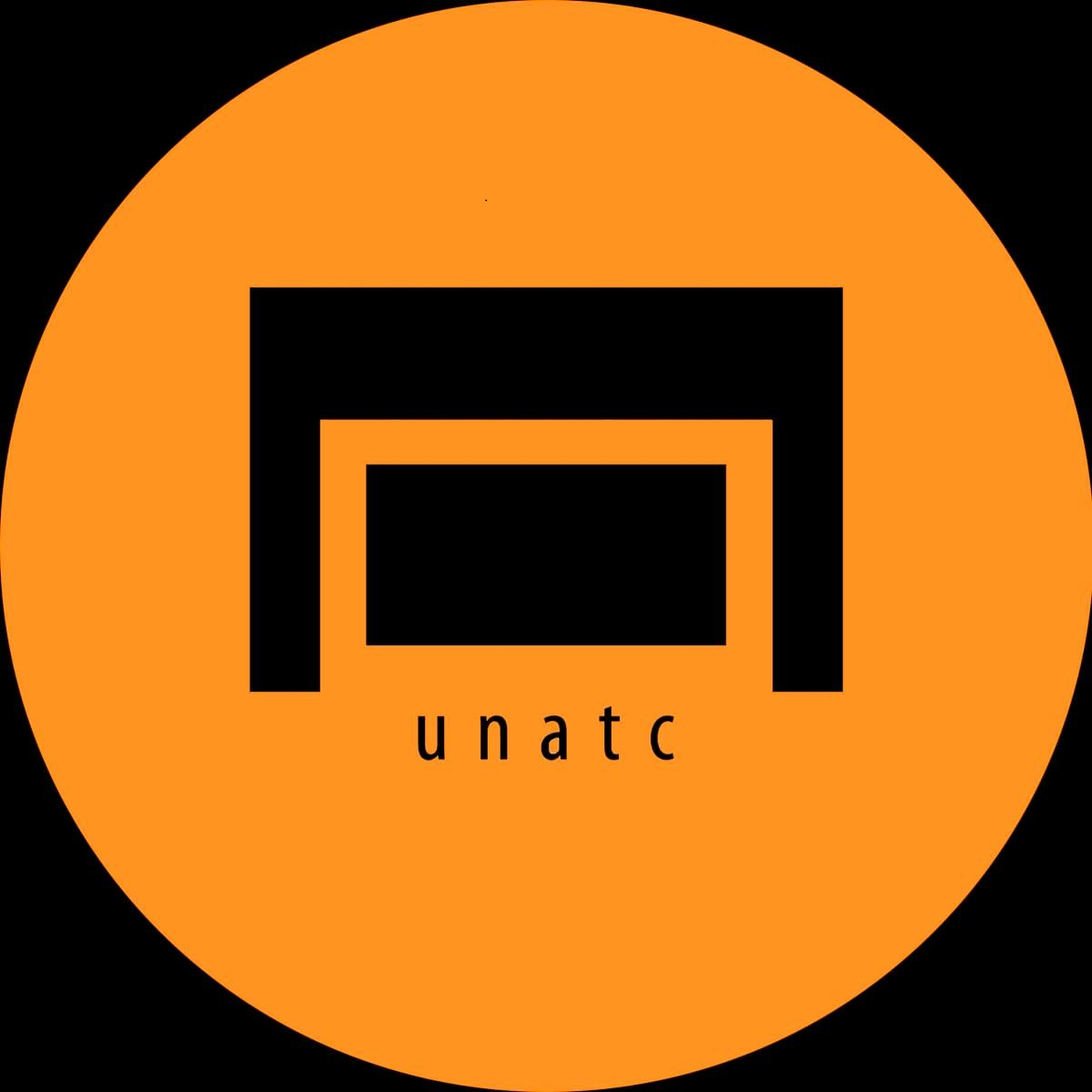
UNATC:s logga

Nationaluniversitetet för teater och filmkonst "Ion Luca Caragiale" (rumänska: Universitatea Naţională de Artă Teatrală şi Cinematografică “I.L.Caragiale”, förkortat UNATC), är ett statligt universitet i Bukarest med inriktning mot teater och film. 
Det grundades 1954 genom en sammanslagning av Filminstitutet och Teaterinstitutet I. L Caragiale. Universitetet, som är uppkallat efter dramatikern Ion Luca Caragiale fick sitt nuvarande namn 2001. UNATC består idag av en teaterfakultet och en filmfakultet.

## Kända tidigare studenter
- Cristian Mungiu
- Dorotheea Petre[3]
- Lucian Pintilie